# Torre Annunziata
Torre Annunziata – miejscowość i gmina we Włoszech, w regionie Kampania, w prowincji Neapol.
Według danych na rok 2004 gminę zamieszkuje 48 720 osób, 6960 os./km².
W miejscowości znajdują się stacje kolejowe Torre Annunziata Centrale i Torre Annunziata Città.
W 1997 roku znajdujący się w mieście kompleks archeologiczny Oplontis został wpisany na Listę Światowego Dziedzictwa UNESCO.

## Współpraca
- La Ciotat, Francja
- Emmendingen, Niemcy
- Benevento, Włochy
- Walencja, Hiszpania